# Narine Abgaryan
Narine Abgaryan (en armenio: Նարինե Յուրիի Աբգարյան; y en ruso: Наринэ Абгарян) (Berd, RSS de Armenia; 14 de enero de 1971) es una escritora y bloguera rusa de origen armenio. En 2011, Abgaryan fue nominada al Premio Gran Libro y galardonada con el premio literario Yasnaya Polyana de Rusia en 2016.
Es autora de Manyunya, People Who Are Always With Me, Three Apples Fell from the Sky o Simon, entre otros. En 2020, el diario The Guardian la nombró entre los autores más brillantes de Europa.

## Biografía
Abgaryan nació en Berd, localidad armenia ubicada en la provincia de Tavush, en el seno de una familia de un médico y una maestra. Es la mayor de los cinco hijos. Su abuelo paterno era un refugiado armenio de Armenia Occidental, y su abuela era nativa de la zona oriental. Su abuelo materno también era armenio, natural de Karabaj, y su abuela era rusa, natural de la región rusa de Arcángel.
Tiene un hijo, Emil Mednikov, nacido en 1995.

## Educación
En 1988, Abgaryan terminó la escuela secundaria. También asistió a la escuela de música, donde se especializó en piano. En 1993, se graduó por la Universidad de Idiomas Brusov de Ereván. Se especializó en la enseñanza de la lengua y la literatura rusas. Posteriormente se trasladó a Moscú, donde trabajó como contable y vendedora.

## Vida literaria
Abgaryan se convirtió en bloguera en Life Journal. Las historias sobre una niña llamada Manuynya fascinaron a la escritora Lara Gall, que presentó a la autora al editor de la editorial Astrel-SPb. La novela autobiográfica Manyunya recibió el premio literario nacional ruso del año. Más tarde, la autora siguió escribiendo una trilogía sobre la niña llamada Manyunya. En 2012 se publicó Simeon Andreich, Manuscript in Scrawls, ilustrado por Victoria Kirdiy. En 2014 se publicó Chocolate Granddad, en coautoría con Valentín Postnikov. En agosto de 2015, Abgaryan fue nombrada una de las dos galardonadas con el Premio de Literatura Alexander Grin "por su destacada contribución al desarrollo de la literatura nacional".
En marzo de 2020, su novela Three Apples Fell from the Sky fue traducida al inglés por Lisa C. Hayden y publicada por Oneworld Publications.
Manyunya fue puesta en escena por el Teatro Juvenil SamArt de Rusia.